# Чёрная Промза
Чёрная Промза (эрз. Алу Парынз Веле) — село в Большеберезниковском районе Мордовии. Входит в состав Паракинского сельского поселения.

## География
Расположено на р. Штырме, в 25 км от районного центра и 56 км от железнодорожной станции Чамзинка.

## История
Название-антропоним: от дохристианского мордовского имени Промза. Упоминается в переписи мордвы Алатырского уезда 1624 г. В «Списке населённых мест Симбирской губернии» (1863) Чёрная Промза — деревня удельная из 102 дворов (778 чел.) Ардатовского уезда. В 1930 году был создан колхоз «Чёрнопромзинский», с 1998 г. — К(Ф)Х. В современном селе — основная школа, библиотека, Дом культуры, медпункт, магазин; памятник воинам, погибшим в годы Великой Отечественной войны. Возле села найден монетный клад (см. Паракинский клад).

## Население
| 2002 | 2010 |
| ---- | ---- |
| 259  | ↘198 |

Национальный состав
Согласно результатам Всероссийской переписи населения 2002 года, в национальной структуре населения мордва-эрзя составляли 96 %.

## Источник
- Энциклопедия Мордовия, Е. Е. Учайкина.